# Палаццо Гримани (Кастелло)
Палаццо Гримани-ди-Санта-Мария-Формоза (итал. Palazzo Grimani di Santa Maria Formosa) — дворец XVI века, расположенный в восточной части Венеции в районе Кастелло, неподалёку от церкви Санта-Мария-Формоза. 
Дворец был построен для дожа Антонио Гримани. После его смерти последовательно перестраивался в 1532-1569 годах наследниками дожа, сначала Витторе Гримани, генеральным прокуратором города, затем Джованни Гримани, патриархом Аквилеи. Предположительно работами руководил Микеле Санмикели. Окончательно дворец был закончен в 1575 году Джованни Рускони. Дверной портал оформлял Алессандро Витториа. 
Дворец состоит из трёх частей и небольшого заднего дворика. Фасад дворца украшен разноцветным мрамором. Изюминка внутреннего интерьера — «Зал Психеи» (итал. Sala di Psiche), украшенный фресками Франческо Менцокки, Камило Мантовано и Франческо Сальвиати. Также в оформлении дворца принимали участие Таддео Цуккаро и Джованни да Удине.
С 2015 года дворец открыт для посещения в качестве музея. Экспозиция содержит несколько картин Босха.